# Caenocentrotus
Caenocentrotus is een geslacht van zee-egels uit de familie Echinometridae.

## Soorten
- Caenocentrotus gibbosus (L. Agassiz, 1846)